# Trần Thanh Hải (Thiếu tướng)
Trần Thanh Hải (1953 – 9 tháng 8 năm 2018) là một sĩ quan cấp cao trong Quân đội nhân dân Việt Nam, hàm Thiếu tướng, nguyên Phó chính ủy Tổng cục Hậu cần, Quân đội nhân dân Việt Nam (2009–2013)

## Tiểu sử
Trần Thanh Hải sinh năm 1953 tại xã Thọ Dân, huyện Triệu Sơn, tỉnh Thanh Hóa.
Tốt nghiệp PTTH, năm 1970, ông học Trường Đại học Bách khoa, Khoa Vô tuyến.
Tháng 9 năm 1971 ông nhập ngũ là chiến sĩ Đại đội 4, Tiểu đoàn 8, Trung đoàn 95, Sư đoàn 325; ngày 3 tháng 12 năm 1972, ông vinh dự được kết nạp vào Đảng Cộng sản Việt Nam.
Ngày 9 tháng 8 năm 2018, ông qua đời tại Bệnh viện Trung ương Quân đội 108.

## Thân thế binh nghiệp
Từ tháng 1 năm 1972 đến tháng 7 năm 1974, ông là chiến sĩ, Tiểu đội trưởng, Trung đội trưởng Đại đội 6, Tiểu đoàn 371, Bộ tư lệnh Pháo binh; tháng 9-1973, ông được Nhà nước tuyên dương Anh hùng LLVT nhân dân;
Từ tháng 8 năm 1974 đến tháng 7 năm 1975, ông là Học viên Trường Sĩ quan Pháo binh;
Từ tháng 8 năm 1975 đến tháng 2 năm 1976, ông giữ chức Chính trị viên phó, lớp 915, Tiểu đoàn 10, Trường Sĩ quan Pháo binh;
Từ tháng 3 năm 1976 đến tháng 8 năm 1976, ông giữ chức Chính trị viên Đại đội 6, Tiểu đoàn 2, Lữ đoàn 675, Bộ tư lệnh Pháo binh;
Từ tháng 9 năm 1976 đến tháng 1 năm 1977, ông là Học viên Tiểu đoàn 22, Học viện Chính trị Quân sự;
Từ tháng 2 năm 1977 đến tháng 9 năm 1977, ông là Học viên học ngoại ngữ, Tiểu đoàn 4, Trường Văn hóa Quân đội;
Từ tháng 10 năm 1977 đến tháng 7 năm 1981, ông đi học tại Học viện Quân chính Lênin, Liên Xô;
Từ tháng 8 năm 1981 đến tháng 9 năm 1984, ông là Trợ lý Phòng Kế hoạch – Tổng hợp, Văn phòng Tổng cục Chính trị;
Từ tháng 10 năm 1984 đến tháng 10 năm 1986, ông là Trợ lý Cơ quan Chính trị Bộ tư lệnh 719 tại Campuchia;
Từ tháng 11 năm 1986 đến tháng 11 năm 1997, ông giữ chức Trợ lý và Phó trưởng phòng Kế hoạch – Tổng hợp, Văn phòng Tổng cục Chính trị;
Từ tháng 12 năm 1997 đến tháng 4 năm 2005, ông giữ chức Phó văn phòng, Tổng cục Chính trị;
Từ tháng 5 năm 2005 đến tháng 4 năm 2006, ông giữ chức Phó tư lệnh về Chính trị, kiêm Phó tổng giám đốc về Chính trị Binh đoàn 12, Tổng công ty Xây dựng Trường Sơn;
Từ tháng 5 năm 2006 đến tháng 9 năm 2009, ông giữ chức Chính ủy Binh đoàn 12, kiêm Phó tổng giám đốc Tổng công ty Xây dựng Trường Sơn;
Từ tháng 10 năm 2009 đến tháng 3 năm 2013, ông được điều động bổ nhiệm giữ chức Phó chính ủy Tổng cục Hậu cần;
Từ tháng 4 năm 2013, ông được quân đội cho nghỉ chuẩn bị hưu.

### Lịch sử phong hàm
- Thượng tá (1993)
- Đại tá (1997)
- Thiếu tướng (2007)

## Khen thưởng
- Huân chương Quân công hạng Ba
- 3 Huân chương Chiến công hạng Nhất, Nhì
- Huân chương Kháng chiến chống Mỹ, cứu nước hạng Ba
- Huân chương Chiến sĩ Giải phóng
- Huân chương Chiến sĩ vẻ vang hạng Nhất, Nhì, Ba
- Huy chương Quân kỳ Quyết thắng
- Danh hiệu Anh hùng Lực lượng vũ trang nhân dân

Huy hiệu 45 năm tuổi Đảng